# Христодул Патмосский

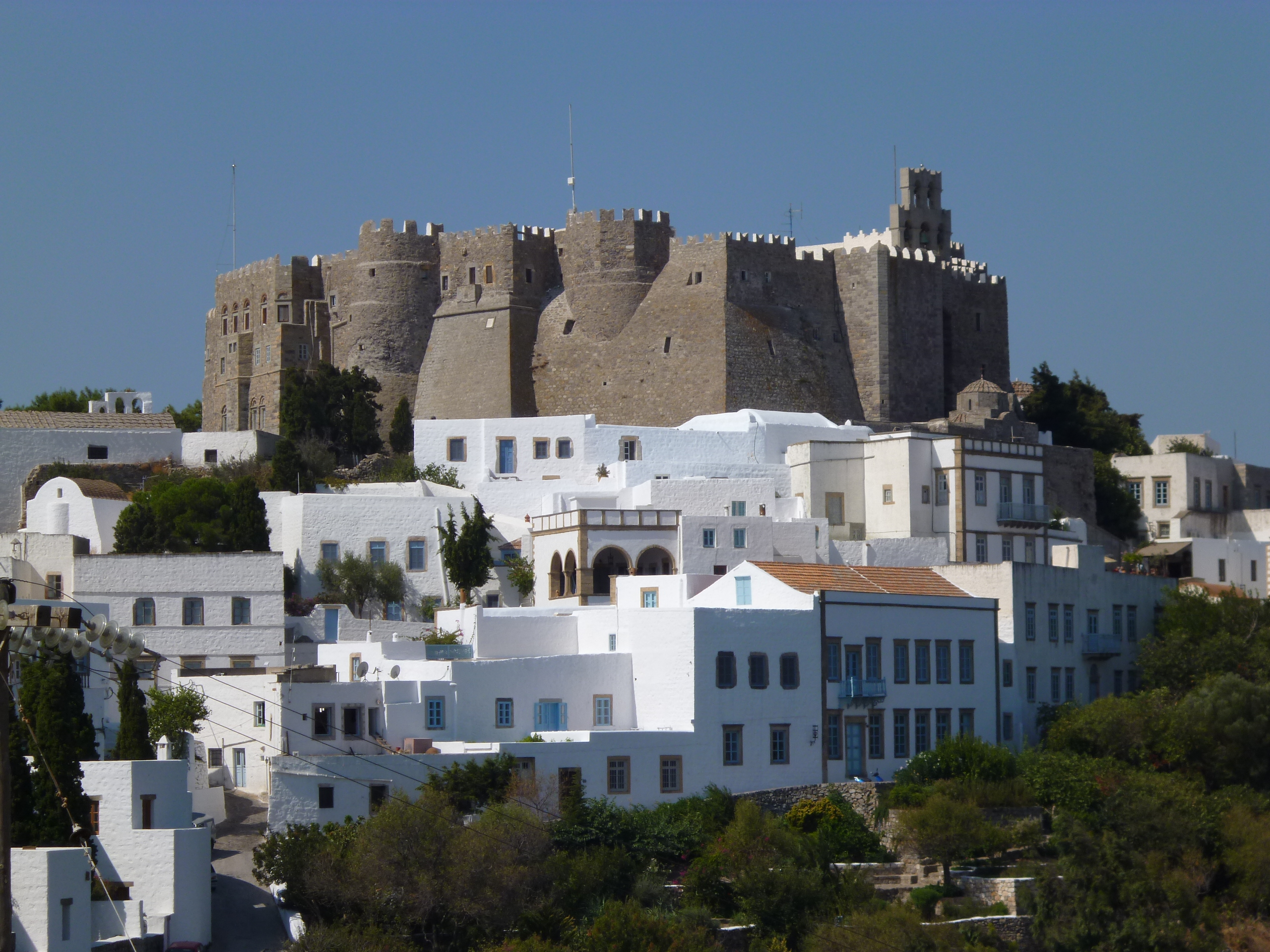
Монастырь Иоанна Богослова на Патмосе

Христодул Патмосский (Христодул Чудотворец, Христодул Латрин, греч. Όσιος Χριστόδουλος ο θαυματουργός, «ὁ ἐν Πάτμῳ»; 1021 — ок. 1111) — православный святой, почитаемый в лике преподобных. Память совершается 16 (29) марта. Особо почитаем в Греции.
Родом из Никеи Вифинской, постригся в монахи, был игуменом в 1075—1087 гг. лавры Стилу (Μονή του Στύλου — «у столпа») в Латросе, основанной Павлом Латрским. Решением Константинопольского патриарха Космы I Иерусалимита (1075—1081) назначен протом Латроса, вопреки традиции первенства монастыря Келливарон. Был обвинён в ереси и провёл 10 лет в судебных тяжбах с Константинопольской патриархией.
В 1088 году получил в подарок от византийского императора Алексея Комнина остров Патмос для основания там монастыря Иоанна Богослова. В связи с разбойничими набегами вынужден был бежать с Патмоса. Скончался около 1111 года. Мощи перенесены на Патмос, рака с мощами находится в часовне святого Христодула монастыря Иоанна Богослова.